# Tripanurga
Tripanurga is een vliegengeslacht uit de familie van de dambordvliegen (Sarcophagidae).

## Soorten
- T. aldrichi (Parker, 1921)
- T. arizonica (Parker, 1921)
- T. aurea (Townsend, 1917)
- T. beameri (Reinhard, 1947)
- T. conabilis (Reinhard, 1947)
- T. importuna (Walker, 1849)
- T. incurva (Aldrich, 1916)
- T. pachyproctosa (Parker, 1919)
- T. sperryorum (Dodge, 1967)
- T. sulculata (Aldrich, 1916)
- T. triloris (Reinhard, 1963)
- T. villipes (Wulp, 1895)